# پسزنش

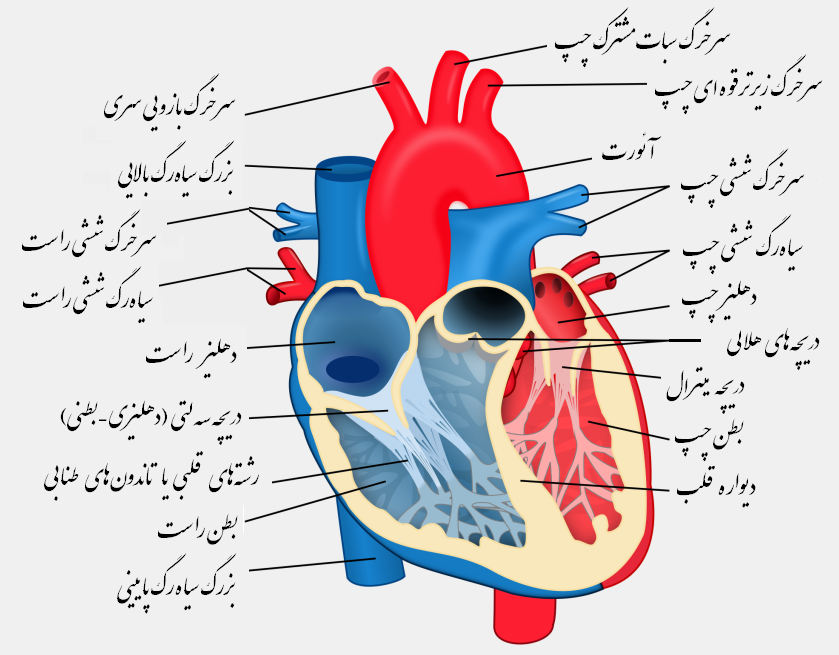
دریچه‌های قلب

پسزنش (به انگلیسی: regurgitation) که سابقاً سهواً بدان نارسایی قلبی می‌گفتند، عبارتست از جریان معکوس خون ناشی از عدم بسته شدن کامل دریچه قلب؛ بنابراین است که چهار نوع پسزنش تعریف می‌شوند:
- پسزنش دریچه سه‌لتی که ۷۵٪ موارد پسزنش همین دریچه است.[۲]
- پسزنش دریچه دو لتی
- پسزنش دریچه ریوی
- پسزنش دریچه آورتی